# Orthoperus punctatus
Orthoperus punctatus là một loài bọ cánh cứng trong họ Corylophidae. Loài này được Wankowicz miêu tả khoa học đầu tiên năm 1865.